# Пацаль Андрій Іванович
Андрій Пацаль (1 вересня 1885, с. Гільці Білоусівської волості Лохвицького повіту Полтавської губ., нині Чорнухинського району Полтавської області — 16 січня 1963, Херсон) — український просвітянин і кооператор на Катеринославщині, член Катеринославської «Просвіти» з 2 березня 1913. 

## Життєпис
Про своє життя згадував у 1960 в одному з листів до рідних:

«З 11 років круглий сирота, наймит-селянська дитина. И за життя, де тільки не довелось побувати? Своєї імперії не вистачило на півночі — довелось воювати і в Туреччині, майже під екватором».

Освіту мав середню, але в анкетах писав «незакінчена вища». В цьому виявлявся гонор людини, яка власноруч творила себе і власне життя. За спогадами рідних, гаслом Пацаля до останньої хвилини життя були слова; «Я завжди йду з відкритим забралом!» Навчався послідовно в церковно-парафіяльній школі, у двокласному Чорнухинському училищі міністерства народної освіти (1898 — 1900), у Лубенській нижчій сільськогосподарській і ремісничій школі 1-го розряду (1901 — 1906), на сільськогосподарських курсах Київського товариства сільського господарства (1907 — 1909), на біологічному і кооперативному факультетах Московського народного університету ім. Шанявського (1912 — 1915). Як згадує син Владислав, батько з охотою розповідав про університетських професорів, багатьох з яких зустрічав у 1930-х на Соловках.

Андрій Пацаль. Катеринослав, 1909 р.

Ще навчаючись у Лубенській школі, прилучився до політичної діяльності — розповсюджував революційну літературу, яку їм скидали з поїзда. З жовтня 1905 по жовтень 1906 проходив виробничу практику в Будищенській економії Звенигородського повіту Київської губернії. Зі спогаду «У маєтку п. Енгельгардта у с. Керелівці» випливає, що Пацаль у той час мешкав на Черкащині, добре знав шевченківські місця — Кирилівку, Будище тощо. З листопада по грудень 1906 проходив військову повинність у 240-му Краснинському резервному батальйоні. Освіта завершилась відкликанням з третього курсу Московського народного університету до діючої армії (1915). З 1915 по 1918 служив на Кавказькому фронті санітаром в інтендантській службі. Брав участь у революційній діяльності: в березні 1917 обирається депутатом від команди солдатів Тифліського речового інтендантського складу. Виступав на солдатських мітингах, на яких ораторами були представники всіх національностей і політичних напрямків. Про свою політичну орієнтацію говорив твердо: Українська партія соціалістів-революціонерів.

## Життя і громадська діяльність на Січеславщині
З Січеславом пов’язані найкращі роки життя Пацаля. Він завжди намагався повернутися в місто своєї юності. В анкеті, заповненій 1946, вказано, що в 1906 — 1908 він працював на Верхньодніпровській сільськогосподарській станції (ст. Ерастівка). В Катеринославі Пацаль обіймав посаду помічника губернського агронома Катеринославського земства (1908 — 1913) у губернській земській управі.
У 1913 обраний кандидатом у члени правління споживчого товариства «Народна торгівля». 2 лютого 1911 разом з М. Кузьменком виступав як декламатор в українському концерті на Чечелівці в Народній авдиторії «Наукового товариства». За спогадами сина Владислава, батька завжди цікавила історія України, козаччини. Він ще змолоду читав твори Д. Яворницького, М. Грушевського, кохався в народній пісні, навчився грати на бандурі. Мав ліричний баритон, зовні нагадував бандуристів, виконував думи і народні пісні, в тому числі й жартівливі. Одна з двох бандур, яка належала Пацалю, збереглася у його сина.
У сім’ї існувала легенда: струни бандури розірвалися в той день, коли настали важкі часи — зустріч з каральними органами НКВС. Любов до рідної культури привела Пацаля до просвітян. 2 березня 1913 став членом Катеринославської «Просвіти». На загальних зборах товариства 22 вересня 1913 обраний кандидатом у члени ради товариства і записався до бібліотечно-лекційної комісії. На зборах 26 травня 1913 «Д-ій Пацаль, констатуючи популярність «Просвіти» серед широких верств громадянства, бажає, щоб діяльність товариства стала ширшою, і як на повний крок до здійснення свого бажання вказує на придбання власної хати». (Звідомлення за 1913. С. 44 — 45).
У 1912 вінчається зі своєю першою дружиною Марією Свічаревською (1894 р. н.). 1918 у них народився син Модест (загинув 1951), потім — донька Рогнеда (1923 — 1988).
Повернувшись з Кавказу, Пацаль працює інструктором-агрономом у Катеринославі і Новомосковську (1918 — 1921). Навесні 1920 обіймає посаду інструктора кооперативної організації «Губспоживач». На сторінках кооперативного часопису «Споживач» надрукована ціла низка статей, підписана ініціалами Андрієм Пацалем — «Товарообмін в умовах сучасного ринку», «Т. Г. Шевченко і визвольний рух», «У маєткові п. Енгельгардта у с. Керелівці (Спогади й легенда про Т. Г. Шевченка)», «Революція в кооперації», «Кооперація на селі (з подорожі інструкторів)».
Працює дільничним агрономом Новомосковського округу (1921 — 1925), в 1926 обіймає посаду інструктора-агронома кооперації, в 1927 — агронома окружної секції колективів при Дніпросоюзі. 1927 придбав будинок у Катеринославі (Артилерійська площа, 5 — пізніше Чо-нгарська вул.).

Андрій Пацаль. Фото з картки арештованого. 1928 р.

## Перший арешт і заслання у Північний край
Вперше заарештований органами ДПУ 6 березня 1928. В провину йому поставлено те, що на селянських сходках закликав мешканців сіл об’єднатися і відстояти ціни на продукти сільського господарства і тим самим примусити до здешевлення промислових товарів і підвищення закупівельних цін на хліб, тобто, за термінологією тих часів, — за антирадянську пропаганду (ст. 54-10 КК УРСР). Постановою Особливої наради при Колегії ОДПУ від 25 травня 1928 Пацаля засуджено до трьох років ув’язнення в концтаборі. На волю він мав вийти 6 березня 1931, однак 18 лютого 1931 Особлива нарада, переглянувши справу, винесла постанову вислати Пацаля у Північний край строком на три роки. Під тиском подій дружина політзасланця захворіла на розлад нервової системи і в серпні 1931 була госпіталізована в психіатричну лікарню. Через недогляд медперсоналу втекла з «психушки» і пропала безвісти. Певно, загинула. Діти залишилися без батька і матері та засобів до існування. Врятувалися тільки дивом та з допомогою добрих людей.

Листівка А. Пацаля із заслання у Казахстані своєму онукові Євгенові. 1954 р.

Після повернення з Півночі Пацаль, згідно з заповненою ним самим анкетою, обіймає посаду старшого наукового працівника Української станції садівництва (1935 — 1937), працює завідувачем агробіологічною лабораторією Дніпропетровського району, розташованої в Амур-Нижньодніпровську (1937 — 1941). Водночас він за сумісництвом — викладач ботаніки в середніх класах середньої школи на Амурі (лівобережжя Дніпропетровська). Тричі поспіль (в 1939, 1940 і 1941) був нагороджений Народним Комісаріатом Освіти УРСР за роботу з юнацтвом. 1937 — 1938 — член Дніпропетровської міської ради депутатів трудящих. У 1938 в Херсоні одружується з Ганною Овсяниковою (1889 р.н.), з сільської родини, що переїхала до міста, рятуючись від колективізації. В 1940 у Херсоні народився син Владислав, якого таємно охрестили.
Залишившись під час окупації в Дніпропетровську, Пацаль змушений був шукати можливостей вижити. В листопаді 1941 він поступив агрономом до сільськогосподарського відділу Дніпропетровської міської управи. Тоді ж — переведений на службу до обласної споживспілки на посаду завідувача інструкторсько-ревізійного відділу.
У грудні 1941 його обрано членом Кооперативної комісії. На цих посадах він залишався до жовтня 1943. Перед відступом в 1943 німці вигнали з міста населення Дніпропетровська. Пацаль з родиною з жовтня 1943 по квітень 1944 зимував в с. Новокурське Широківського району.
На початку квітня 1944 в колишній німецькій колонії Кочубеївка (Великоолександрівський район на Херсонщині) з утікачів організували сільгоспартіль, в якій Пацаль працював бухгалтером. Навесні 1945 відкликаний для роботи в Херсонський відділ наросвіти. З 15 січня 1945 по 1947 Пацаль — виконувач обов’язки директора Херсонської обласної дитячої технічної та сільськогосподарської станції. 1946 — викладач з практичної сільськогосподарської роботи в Херсонському педучилищі.

Андрій Пацаль після заслання.

Остання посада Пацаля у вільному житті — старший науковий працівник Херсонського краєзнавчого музею (1947).

## Другий арешт і заслання в Казахстан
У 1947 Пацаль знову арештований, тепер за «співпрацю» з ворогом. Серед іншого обвинуваченому нагадали про дві статті, опубліковані в «Дніпропетровській газеті» в 1942. 26 жовтня 1948 військовий трибунал Дніпропетровської області виніс вирок: «засудити Пацаля А. І. до позбавлення волі на 25 років з пораженням у правах на 5 років». Відбував покарання в таборах Криворіжжя та Казахстану. (У таборі в місті Кривий Ріг батько був років зо два, а решту відбув у таборах Казахстану — примітка сина Владислава).
За рішенням Актюбинського обл. суду від 2 серпня 1954 П. звільнено достроково через хворобу. 15 серпня він отримав довідку про звільнення з табірного відділення і грошову допомогу у розмірі 12 крб. Місцем свого проживання Пацаль обрав м. Херсон.
Після повернення починає клопотання про зняття судимості. 23 травня 1955 військовий трибунал Київського військового округу розглянув касаційну скаргу Пацаля. Вирок 1948 було залишено в силі, однак, зважаючи на те, що в роки окупації Пацаль «особливої активності не виявив і його діяльність не завдала особливої шкоди радянській владі» і на вік засудженого, трибунал визнав за необхідне змінити попередній вирок до фактично відбутого (7 років виправних таборів і один рік пораження у правах).
Однак Пацаль продовжив клопотання про зняття судимості. І на засіданні військового трибуналу КВО 18 січня 1957 прийнято рішення про зняття судимості. Основою перегляду справи стала ст. 6 Указу Президії Верховної Ради СРСР від 17 вересня 1955 «Про амністію радянських громадян, які співпрацювали з окупантами в часи Другої світової війни 1939 — 1945 рр.».

## Останні роки життя
Останні роки, прожиті в Херсоні, Пацаль допрацьовував до необхідного для пенсії стажу, займався власним господарством та, за спогадами сина, багато працював над автобіографічними нотатками про пережите. Ці записи збереглися в архіві сина.
По першій справі (1928) Пацаль реабілітований 5 жовтня 1994 на підставі Закону України «Про реабілітацію жертв політичних репресій в Україні» від 17 квітня 1991.